# Теория идентичности
Теория идентичности (англ. Identity theory), также теория тождества, редуктивный материализм, редуктивный физикализм — группа теорий в философии сознания, согласно которым состояния сознания идентичны состояниям мозга, а процессы в сознании идентичны процессам в мозге, то есть сознание тождественно последовательности состояний нейронной активности. 
Существуют две разновидности теорий идентичности: типовые теории идентичности (Type Identity Theories) и знаковые теории идентичности (Token Identity Theories).

## Типовая теория идентичности
Согласно типовой теории идентичности, если человек представляет, к примеру, собаку, то в его мозге протекает идентичный нейрофизиологический процесс, который точно соответствует образу этой собаки. 

## Знаковая теория идентичности
Знаковая теория идентичности является более мягким вариантом: согласно ей, нейрофизиологическая идентичность касается только индивидуальных (знаковых) состояний сознания. 

## История
Первые типовые теории идентичности были созданы в конце 1950-х годов Уллином Плейсом, Гербертом Фейглом и Джоном Смартом. Впрочем, ещё до них схожие мысли высказывали Р. Карнап, Г. Рейхенбах и М. Шлик, хотя полноценных теорий по этому поводу эти философы не создали. В дальнейшем крупнейшие философы сознания подвергли их критике и выдвинули ряд возражений против этих теорий: аргумент множественной реализуемости (Хилари Патнэм и Джерри Фодор), аргумент жёсткого десигнатора (Сол Крипке), аргумент квалиа (Дэвид Чалмерс) и др.

. Теория идентичности утратила популярность в конце 1960-х-начале 1970-х годов. На смену редуктивному физикализму пришёл нередуктивный физикализм, который не отождествляет психическое с физическим, а ставит первое в зависимость от второго. Британский философ Бен Дюпре отмечает, что замена материалистами редуктивного подхода на нередуктивный привела к смещению проблемы взаимоотношения сознания и мозга в другую область, а не к решению этой проблемы. 

## Современное состояние
Антти Ревонсуо в начале XXI столетия охарактеризовал теорию идентичности (наряду с элиминативным материализмом) как теорию, у которой нет будущего. При этом он отметил важную роль, сыгранную теорией идентичности в исследованиях сознания: по его словам, современная наука о сознании выросла на почве жёсткой критики в адрес материалистических теорий сознания, которые игнорируют или отрицают субъективный характер опыта.